# Аманатто
Аманатто (яп. 甘納豆 аманатто:) — традиционное японское лакомство. Изготавливается из бобовой пасты (чаще всего из бобов адзуки) и покрывается сахаром после обмакивания в сахарном сиропе и высушивания.
Изобрёл это лакомство Хосода Ясубэй в период Бункю (1861—1863) эпохи Эдо. Он открыл магазин по продаже вагаси в Токио под названием «Эйтаро» (его детское имя), под которым он существует и сегодня.
Изначально аманатто носил название «амананатто» (яп. 甘名納糖), которое утратило слог после Второй мировой войны. Сходство с названием блюда из ферментированных бобов натто является случайным.
На Хоккайдо аманатто используется при приготовлении сэкихана, который по этой причине получается сладковатым, в отличие от других территорий Японии.